# Lolita (Texas)
Lolita è un census-designated place (CDP) degli Stati Uniti d'America della contea di Jackson nello Stato del Texas. La popolazione era di 555 abitanti al censimento del 2010.

## Geografia fisica
Lolita è situata a 28°50′15″N 96°32′35″W (28.837530, -96.542929).
Secondo lo United States Census Bureau, il CDP ha una superficie totale di 6,68 km², dei quali 6,68 km² di territorio e 0 km² di acque interne (0% del totale).

## Storia
L'area intorno a Lolita fu colonizzata per la prima volta negli anni del 1840 da Isaac N. Mitchell, che gestiva una piantagione da quelle parti. Lolita venne fondata nel 1909 e prende questo nome in onore di Lolita Reese, la nipote di un veterano della guerra d'indipendenza del Texas. L'anno successivo, un ufficio postale fu aperto a Lolita, e la St. Louis, Brownsville and Mexico Railway costruì un deviatoio da quelle parti. Dopo la seconda guerra mondiale, cinque aziende operavano a Lolita, e nel 1969 la comunità possedeva sette aziende.

## Società

### Evoluzione demografica
Secondo il censimento del 2010, c'erano 555 abitanti.

### Etnie e minoranze straniere
Secondo il censimento del 2010, la composizione etnica del CDP era formata dal 75,14% di bianchi, lo 0,72% di afroamericani, lo 0% di nativi americani, lo 0,18% di asiatici, lo 0% di oceanici, il 21,08% di altre razze, e il 2,88% di due o più etnie. Ispanici o latinos di qualunque razza erano il 38,38% della popolazione.